# Cuiña
El Cuiña és una muntanya de la serra dels Ancares. Amb els seus 1998 metres és el cim més alt de la serra, seguit pel Miravalles (1969 m) i el Mustallar (1935 m). Al vessant est hi ha el llac Cuiña, d'origen glaciar.
El pic Cuiña està situat dins del terme municipal de Candín, a la comunitat de Castella i Lleó.

## Geologia
El Cuiña va aparèixer durant la darrera orogènesi alpina, com la resta de la serra dels Ancares. El vessant nord-est del cim forma un circ glaciar.

## Ascensión
La via més senzilla i coneguda de pujada al cim del Cuiña és des del Port d'Ancares, amb una ruta d'unes 2 hores de durada ben senyalitzada. Existeixen altres rutes d'ascens alternatives des de Burbia i Piornedo, tot i que pitjor senyalitzades que la ruta des del Port d'Ancares; la mala senyalització d'aquestes dues rutes i el gran desnivell acumulat augmenten considerablement la dificultat de l'ascens.